# Tàngara arlequinada de la Hispaniola
La tàngara arlequinada de la Hispaniola (Spindalis dominicensis) és un ocell de la família dels espindàlids (Spindalidae).

## Hàbitat i distribució
Habita zones de bosc i vegetació secundària de l'illa de la Hispaniola, incloent l'illa de la Gonâve.